# لشکر دهم زرهی (ورماخت)
لشکر دهم زرهی (به آلمانی: 10. Panzer Division) یکی از لشکرهای زرهی نیروی زمینی آلمان در دوره رایش سوم بود که در جنگ جهانی دوم به نبرد پرداخت.

## تاریخچه عملیاتی

### شوروی
لشکر دهم زرهی به عنوان بخشی از گروه زرهی ۲ از گروه ارتش مرکز، هنگام آغاز عملیات بارباروسا، تهاجم آلمان به شوروی، در روز ۲۲ ژوئن سال ۱۹۴۱ در جایگاه ذخیره قرار داشت و در تهاجم اولیه مشارکت نکرد؛ با این حال آتشبارهای توپخانه این لشکر با الحاق به لشکر هجدهم زرهی در گلوله‌باران اولیه سهیم بود.